# Festuca monticola
Festuca monticola är en gräsart som beskrevs av Rodolfo Amando Philippi. Festuca monticola ingår i släktet svinglar, och familjen gräs. Inga underarter finns listade i Catalogue of Life.